# Barra do Mendes
Barra do Mendes este un oraș în unitatea federativă  Bahia (BA) din Brazilia.